# Francisco Ramos
Francisco Augusto Neto Ramos (Póvoa de Varzim, 10 de abril de 1995) é um futebolista profissional português que atua como médio, atualmente defende o Vitoria de Guimarães

## Carreira
Francisco Ramos fez parte do elenco da Seleção Portuguesa de Futebol nos Jogos Olímpicos de Verão de 2016.